# Radiotelevisió Valenciana

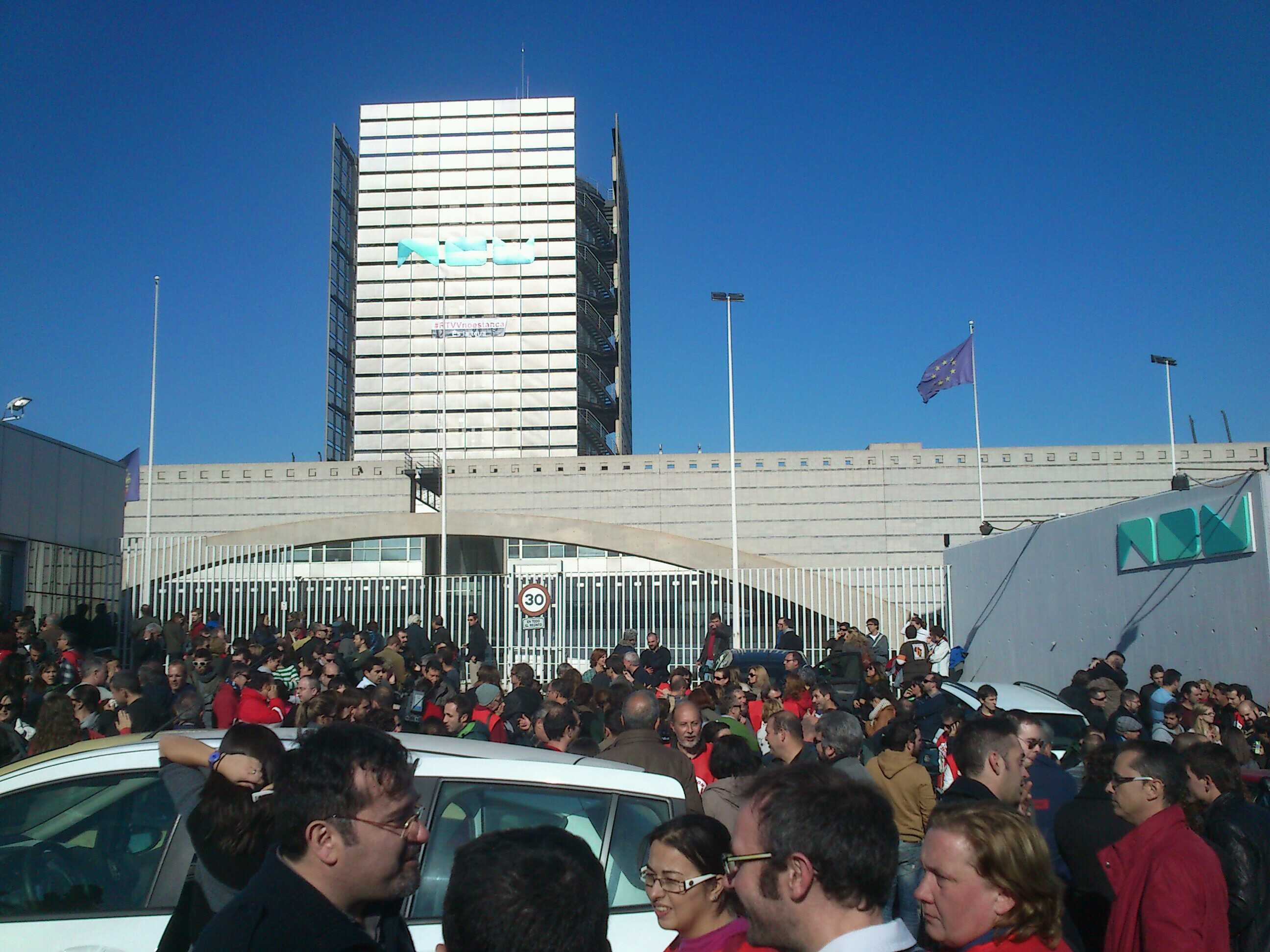
Concentració de treballadors i ciutadans davant la seu de RTVV poques hores després del tancament de transmissions el dia 29 de novembre de 2013.

Radiotelevisió Valenciana (RTVV) fou l'ens de la Generalitat Valenciana encarregat de l'emissió de la televisió i ràdio públiques del País Valencià.
En el moment del seu tancament en 2013 s'han produït 250.000 hores de material visual i 1.300 hores de material d'àudio. La RTVV fou reemplaçada en juliol de 2016 per la Corporació Valenciana de Mitjans de Comunicació i un nou canal, À Punt, va aparéixer el 10 de juny 2018.

## Història
La Llei de Creació de la Radiotelevisió Valenciana va ser aprovada per les Corts Valencianes el 4 de juliol de 1984 i el març de 1988 se'n va constituir el Consell d'Administració. Un mes després va ser nomenat el primer director general de l'ens pel Consell de la Generalitat Valenciana. L'article 11, c) de la Llei 7/1984 de la Generalitat Valenciana de 4 de juliol, per la qual es crea RTVV, estableix la regulació interna a través de la Normativa desenvolupada per la Direcció General. La Llei de Creació estableix la gestió dels serveis de Ràdio i Televisió a través de dues empreses públiques en forma de societats anònimes, Televisió Valenciana SA i Ràdio Autonomia Valenciana SA. Malgrat ser dues societats distintes, depenen del mateix òrgan, sent aquest l'ens RTVV. El capital és exclusivament aportat per la Generalitat Valenciana, d'acord amb la llei esmentada.
El 9 de febrer de 2013 es va culminar l'expedient de regulació d'ocupació de la Radiotelevisió Valenciana, que va afectar 843 treballadors de Canal Nou. La xifra total d'acomiadats dins del procés de reestructuració de l'ens ascendeix a 1131. El 5 de novembre de 2013 el Tribunal Superior de Justícia de la Comunitat Valenciana declarà nul l'ERO de la Radiotelevisió Valenciana. El govern valencià va respondre anunciant el tancament de l'ens de comunicació públic valencià el mateix dia, sent correspost per manifestacions multitudinàries a València, Alacant i Castelló.
El 27 de novembre de 2013, les Corts aprovaren amb la majoria absoluta del PP, la llei de tancament de RTVV, executant el tancament de la cadena la matinada del 29 de novembre de 2013. Els treballadors de la cadena van continuar emetent pel Canal Nou 24 relatant el procés de desmantellament de la cadena fins a les 12:19, moment en què es va aturar definitivament el senyal.
Després del tancament s'acordà traslladar l'arxiu de RTVV a la Filmoteca de València. Destaca que particulars pel seu compte han pujat materials a Youtube.
El dia 23 de desembre de 2015, amb els vots a favor de Compromís, Podem i del PSPV, es va aprovar la llei de reobertura de RTVV que derogava la llei de tancament, amb l'abstenció dels grups Popular i Ciutadans, fixant un termini màxim de 8 mesos. La RTVV reobert provisional tindria dos canals (un per a adults i un infantil) amb contingut del qual es té drets d'emissió. El canal infantil no tenia prou contingut disponible per a l'emissió.
En el pas dels anys la nova RTVV va aparéixer l'any 2016 en la forma de la Corporació Valenciana de Mitjans de Comunicació i el 2017 va ser creat un nou canal amb el nom d'À Punt.

## Organigrama

### Consell d'Administració
El 6 de novembre de 2013, presenta la seua dimissió la presidenta del Consell d'Administració, Rosa Maria Vidal Monferrer, després d'haver cessat la resta de vocals a proposta del PP, Vicente Navarro de Luján, Arànzazu Calzada González, Lázaro Marín Navarro Soto i Estela Bernad Monferrer.
El 7 de novembre de 2013, el Consell de la Generalitat Valenciana aprova un decret llei d'urgència que li permetrà, el 22 de novembre de 2013, nomenar els nous cinc membres del Consell d'Administració: Ernesto Moreno Murcia (president), Lluís Bertomeu Torner, Vicente Burgos Antón, Bartolomé Orozco Moltó i José Serralde Serra.
Fins a la dimissió dels vocals a proposta del PP, el Consell d'Administració estava integrat per:
- Presidenta: Rosa Maria Vidal Monferrer
- Vocals:
  - Vicente Navarro de Luján
  - Arànzazu Calzada González
  - Lázaro Marín Navarro-Soto
  - María Estela Bernad Monferrer
  - Consuelo Miralles Gregori
  - Rosa Solbes López
  - Rafael Xambó Olmos
  - Manuel Salvador Jardí
- Secretària no consellera: Beatriz Montes Sebastián

#### Històric de Presidents del Consell d'Administració

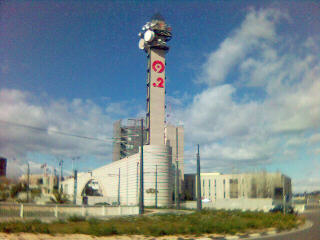
Seu de RTVV a Burjassot, València.

- Amadeu Fabregat i Manyes (1988 - 1995)
- Juan José Bayona de Perogordo (1995 - 1996)
- José Vicente Villaescusa Blanca (18 de juny de 1996 - 2004)
- Pedro García Gimeno (3 de setembre de 2004, 7 de setembre de 2007)[19]
- José López Jaraba (16 d'octubre de 2009 - 14 de desembre de 2012)[20]
- Alejandro Reig de la Rocha (14 de desembre de 2012,[21] 25 de gener de 2013[22] - 28 de març de 2013)
- Rosa Maria Vidal Monferrer (2013 - 2013)
- Ernesto Moreno Murcia (2013 - 2013)

## Televisió Valenciana (TVV)
Va iniciar les seues emissions en proves el 2 de setembre de 1989 de la mà de Xelo Miralles, i les regulars el 9 d'octubre (dia del País Valencià) del mateix any amb Diego Braguinsky en pantalla. Les cadenes que l'empresa emetia eren:
| Històric                                     | Període                                                         | Descripció |
| -------------------------------------------- | --------------------------------------------------------------- | --- |
| Nou Televisió (Generalista)                  |                                                                 | |
| Canal 9                                      | 4 de setembre de 1989 9 de octubre de 2005                      | Va ser el primer canal de la televisió pública del País Valencià. Emetia des del Centre de Producció de Programes de RTVV a Burjassot. Els seus continguts s'emetien principalment en valencià. L'agost del 2009 es van iniciar proves en HD, naixent així Nou HD. El logotip primitiu de Canal 9 estava inspirat en els antics micròfons de ràdio. L'octubre de 2005 va ser redissenyat, juntament amb el de Nou 2 (segon canal de televisió, llavors anomenat Punt 2) i el de la resta de mitjans de RTVV. |
| Canal 9                                      | 9 de octubre de 2005 9 de octubre de 2013                       | Va ser el primer canal de la televisió pública del País Valencià. Emetia des del Centre de Producció de Programes de RTVV a Burjassot. Els seus continguts s'emetien principalment en valencià. L'agost del 2009 es van iniciar proves en HD, naixent així Nou HD. El logotip primitiu de Canal 9 estava inspirat en els antics micròfons de ràdio. L'octubre de 2005 va ser redissenyat, juntament amb el de Nou 2 (segon canal de televisió, llavors anomenat Punt 2) i el de la resta de mitjans de RTVV. |
| Nou (Nou internacional)                      | 9 de octubre de 2013 29 de novembre de 2013 (Tancament de RTVV) | Va ser el primer canal de la televisió pública del País Valencià. Emetia des del Centre de Producció de Programes de RTVV a Burjassot. Els seus continguts s'emetien principalment en valencià. L'agost del 2009 es van iniciar proves en HD, naixent així Nou HD. El logotip primitiu de Canal 9 estava inspirat en els antics micròfons de ràdio. L'octubre de 2005 va ser redissenyat, juntament amb el de Nou 2 (segon canal de televisió, llavors anomenat Punt 2) i el de la resta de mitjans de RTVV. |
| Canal Nou HD                                 | 1 de agost de 2009 1 de octubre de 2013                         | Emetia en 1080i (HDTV) el mateix que l'altre senyal, encara que gairebé tot el contingut era reescalat. Només algunes pel·lícules i alguns partits de futbol eren HD natiu. |
| Nou HD                                       | 9 de octubre de 2013 29 de novembre de 2013 (Tancament de RTVV) | Emetia en 1080i (HDTV) el mateix que l'altre senyal, encara que gairebé tot el contingut era reescalat. Només algunes pel·lícules i alguns partits de futbol eren HD natiu. |
| Nou Dos (Temàtic)                            |                                                                 | |
| Notícies 9                                   | 16 de febrer de 1997 1 de maig de 1999                          | Va ser el segon canal que va néixer amb RTVV i estava dedicat als programes informatius de producció pròpia de Televisió Valenciana. |
| Punt 2                                       | 1 de maig de 1999 9 de octubre de 2005                          | Era el segon canal de la televisió valenciana. La seua programació es basava principalment en continguts de producció pròpia i íntegrament en català. Aquest canal va substituir Punt 2, el qual anteriorment va substituir l'antic N9 (Notícies 9), que tenia un logotip semblant al de 24/9. Des del 31 de març de 2009 emetia exclusivament a TDT. |
| Punt 2                                       | 9 de octubre de 2005 6 de setembre de 2010                      | Era el segon canal de la televisió valenciana. La seua programació es basava principalment en continguts de producció pròpia i íntegrament en català. Aquest canal va substituir Punt 2, el qual anteriorment va substituir l'antic N9 (Notícies 9), que tenia un logotip semblant al de 24/9. Des del 31 de març de 2009 emetia exclusivament a TDT. |
| Canal 9 Dos                                  | 6 de setembre de 2010 6 de juliol de 2013                       | Era el segon canal de la televisió valenciana. La seua programació es basava principalment en continguts de producció pròpia i íntegrament en català. Aquest canal va substituir Punt 2, el qual anteriorment va substituir l'antic N9 (Notícies 9), que tenia un logotip semblant al de 24/9. Des del 31 de març de 2009 emetia exclusivament a TDT. |
| Nou Dos (Contenidors infantils per Internet) | 9 de octubre de 2013 29 de novembre de 2013 (Tancament de RTVV) | Era el segon canal de la televisió valenciana. La seua programació es basava principalment en continguts de producció pròpia i íntegrament en català. Aquest canal va substituir Punt 2, el qual anteriorment va substituir l'antic N9 (Notícies 9), que tenia un logotip semblant al de 24/9. Des del 31 de març de 2009 emetia exclusivament a TDT. |
| Nou 24 (Informació)                          |                                                                 | |
| 24/9                                         | 1 de març de 2009 6 de setembre de 2010                         | El setembre de 2008 es va anunciar la creació, per part de RTVV, d'un canal 24 hores de notícies per a la TDT. Va començar les seues emissions el 3 de febrer de 2009. Des del 31 de març de 2009 fins al 30 de març de 2010, dia en què es va produir l'apagada analògica, va emetre en analògic substituint a Nou 2. Substituïa, pel que fa a nom, al canal de notícies 24/9. A causa de la dura crisi que travessava l'ens públic valencià, des del 6 de juliol del 2013, Nou 2 i Nou 24 passaren a ser un nou canal, que va mantindre aquesta última denominació, destinat fonamentalment a la retransmissió d'informació i de cultura. Aquest segon canal sorgit de la fusió també es dedicà a emetre qualsevol contingut, manifestació cultural o artística que fomente la difusió de la llengua i la cultura valencianes. |
| Canal Nou 24                                 | 6 de setembre de 2010 1 de octubre de 2013                      | El setembre de 2008 es va anunciar la creació, per part de RTVV, d'un canal 24 hores de notícies per a la TDT. Va començar les seues emissions el 3 de febrer de 2009. Des del 31 de març de 2009 fins al 30 de març de 2010, dia en què es va produir l'apagada analògica, va emetre en analògic substituint a Nou 2. Substituïa, pel que fa a nom, al canal de notícies 24/9. A causa de la dura crisi que travessava l'ens públic valencià, des del 6 de juliol del 2013, Nou 2 i Nou 24 passaren a ser un nou canal, que va mantindre aquesta última denominació, destinat fonamentalment a la retransmissió d'informació i de cultura. Aquest segon canal sorgit de la fusió també es dedicà a emetre qualsevol contingut, manifestació cultural o artística que fomente la difusió de la llengua i la cultura valencianes. |
| Nou 24                                       | 9 de octubre de 2013 29 de novembre de 2013 (Tancament de RTVV) | El setembre de 2008 es va anunciar la creació, per part de RTVV, d'un canal 24 hores de notícies per a la TDT. Va començar les seues emissions el 3 de febrer de 2009. Des del 31 de març de 2009 fins al 30 de març de 2010, dia en què es va produir l'apagada analògica, va emetre en analògic substituint a Nou 2. Substituïa, pel que fa a nom, al canal de notícies 24/9. A causa de la dura crisi que travessava l'ens públic valencià, des del 6 de juliol del 2013, Nou 2 i Nou 24 passaren a ser un nou canal, que va mantindre aquesta última denominació, destinat fonamentalment a la retransmissió d'informació i de cultura. Aquest segon canal sorgit de la fusió també es dedicà a emetre qualsevol contingut, manifestació cultural o artística que fomente la difusió de la llengua i la cultura valencianes. |
| Canal 9 Internacional (Generalista)          |                                                                 | |
| Canal Comunitat Valenciana                   | 15 de setembre de 1997 5 de maig de 2005                        | Era el canal, primer via satèl·lit Astra i després també en línia, de RTVV creat per apropar i difondre informació sobre el País Valencià, per promocionar la cultura, la història, la geografia, l'economia, el teixit social, l'esport i qualsevol altre àmbit d'interès propi, als Països Catalans, a Espanya i a la resta del món. Amb uns continguts dignes, entre altres Notícies Nou, es podia veure en directe a través del satèl·lit Astra i més tard a la seva pàgina web, fins que el seu senyal va ser cessat el 2011 en satèl·lit i cable. En lloc d'això, a la web es va començar a emetre la carta d'ajust amb l'emissió de la ràdio. |
| Televisió Valenciana Internacional           | 5 de maig de 2005 16 de juliol de 2010                          | Era el canal, primer via satèl·lit Astra i després també en línia, de RTVV creat per apropar i difondre informació sobre el País Valencià, per promocionar la cultura, la història, la geografia, l'economia, el teixit social, l'esport i qualsevol altre àmbit d'interès propi, als Països Catalans, a Espanya i a la resta del món. Amb uns continguts dignes, entre altres Notícies Nou, es podia veure en directe a través del satèl·lit Astra i més tard a la seva pàgina web, fins que el seu senyal va ser cessat el 2011 en satèl·lit i cable. En lloc d'això, a la web es va començar a emetre la carta d'ajust amb l'emissió de la ràdio. |
| Canal Nou Internacional(Només per Internet)  | 16 de juliol de 2010 28 de febrer de 2011                       | Era el canal, primer via satèl·lit Astra i després també en línia, de RTVV creat per apropar i difondre informació sobre el País Valencià, per promocionar la cultura, la història, la geografia, l'economia, el teixit social, l'esport i qualsevol altre àmbit d'interès propi, als Països Catalans, a Espanya i a la resta del món. Amb uns continguts dignes, entre altres Notícies Nou, es podia veure en directe a través del satèl·lit Astra i més tard a la seva pàgina web, fins que el seu senyal va ser cessat el 2011 en satèl·lit i cable. En lloc d'això, a la web es va començar a emetre la carta d'ajust amb l'emissió de la ràdio. |

### Audiències
| [ 27 ]  | 1992 | 1993 | 1994 | 1995 | 1996 | 1997 | 1998 | 1999 | 2000 | 2001 | 2002 | 2003 | 2004 | 2005 | 2006 | 2007 | 2008 | 2009 | 2010 | 2011 | 2012 | 2013 |
| ------- | ---- | ---- | ---- | ---- | ---- | ---- | ---- | ---- | ---- | ---- | ---- | ---- | ---- | ---- | ---- | ---- | ---- | ---- | ---- | ---- | ---- | ---- |
| Canal 9 | 22,5 | 19,9 | 17,7 | 18,5 | 17,3 | 20,6 | 18,2 | 18,7 | 20,2 | 18,7 | 18,4 | 18,2 | 17   | 16,3 | 14,3 | 12,7 | 12   | 11,8 | 8,4  | 6    | 5    | 4,1  |
| Nou 2   |      |      |      |      |      | 0,5  | 0,9  | 1,4  | 2    | 2    | 1,8  | 2    | 2,1  | 2,4  | 2,1  | 1,8  | 1,3  | 0,6  | 0,5  | 4    | 0,4  | 0,2  |
| Nou 24  |      |      |      |      |      |      |      |      |      |      |      |      |      |      |      |      |      | 0,5  | 0,3  | 0,3  | 0,3  | 0,6  |

## Ràdio Autonomia Valenciana (RAV)
RTVV emetia en ràdio aquestes dues cadenes:
- Nou Ràdio Va ser la principal cadena de ràdio de l'ens públic. Emetia una programació contínua i en valencià per a tot el territori. El contingut era majoritàriament informatiu. Va ser el primer mitjà de RTVV en tancar.
- Sí Ràdio, dedicada a la transmissió musical. Va continuar emetent l'últim programa de Nou Ràdio, Taula Esportiva, mentre es tancava l'ens.